# Барсум, Элиас
Элиас Барсум (швед. Elias Barsoum; род. 19 июля 2002, Стокгольм) — шведский футболист, полузащитник «Дегерфорса».

## Клубная карьера
На юношеском уровне выступал за ряд футбольный клубов Стокгольма, в том числе и за «Юргорден». В феврале 2022 года перешёл в «Эребру», с которым подписал трёхлетний контракт. В общей сложности за время контракта принял участие в 64 встречах, в которых забил два мяча.
В ноябре 2024 года заключил трёхлетнее соглашение с вышедшим по итогам сезона в Алльсвенскан «Дегерфорсом». Первую игру за новый клуб провёл 14 февраля 2025 года во встрече группового этапа кубка страны с АИК. 30 марта в матче с «Хальмстадом» дебютировал в чемпионате Швеции, появившись на поле в стартовом составе.

## Клубная статистика
| Выступление      | Выступление      | Выступление      | Лига | Лига | Кубки | Кубки | Конт. кубки | Конт. кубки | Итого | Итого |
| Клуб             | Лига             | Сезон            | Игры | Голы | Игры  | Голы  | Игры        | Голы        | Игры  | Голы  |
| ---------------- | ---------------- | ---------------- | ---- | ---- | ----- | ----- | ----------- | ----------- | ----- | ----- |
| Эребру           | Суперэттан       | 2022             | 13   | 0    | 4     | 0     | 0           | 0           | 17    | 0     |
| Эребру           | Суперэттан       | 2023             | 17   | 0    | 1     | 0     | 0           | 0           | 18    | 0     |
| Эребру           | Суперэттан       | 2024             | 25   | 2    | 4     | 0     | 0           | 0           | 29    | 2     |
| Эребру           | Итого            | Итого            | 55   | 2    | 9     | 0     | 0           | 0           | 64    | 2     |
| Дегерфорс        | Алльсвенскан     | 2025             | 7    | 0    | 3     | 1     | 0           | 0           | 10    | 1     |
| Дегерфорс        | Итого            | Итого            | 7    | 0    | 3     | 1     | 0           | 0           | 10    | 1     |
| Всего за карьеру | Всего за карьеру | Всего за карьеру | 62   | 2    | 12    | 1     | 0           | 0           | 74    | 3     |